# Peter af Oldenburg (1812-1881)
Konstantin Frederik Peter af Oldenburg (født 26. august 1812, død 14. maj 1881) var en tysk-russisk fyrstelig, prins af Oldenburg, videnskabsmand og filantrop.
Peter af Oldenburg var søn af hertug Georg af Oldenburg og zardatteren Katarina Pavlovna, storfyrstinde af Rusland (1788-1819), datter af Paul 1. af Rusland. Han var gift med prinsesse Therese af Nassau. Sammen fik de otte børn.

## Eksterne links
- Wikimedia Commons har flere filer relateret til Peter af Oldenburg (1812-1881)

1. ↑  Navnet er anført på engelsk og stammer fra Wikidata hvor navnet endnu ikke findes på dansk.
2. ↑  Navnet er anført på russisk og stammer fra Wikidata hvor navnet endnu ikke findes på dansk.